# بيتر هدسون
بيتر هدسون (بالإنجليزية: Peter Hudson)‏ هو لاعب دارت بريطاني، ولد في 20 أبريل 1984.

## وصلات خارجية
- بيتر هدسون على موقع DartsDatabase.co.uk (الإنجليزية)